# Chrysobothris violacea
Chrysobothris violacea es una especie de escarabajo del género Chrysobothris, familia Buprestidae. Fue descrita científicamente por Kerremans en 1892.